# Självkänsla
Självkänsla eller självuppfattning är den självkännedom som handlar om uppfattningen man har om sig själv och den man är. En svag självkänsla kan både vara att under- och överskatta sin person eller kapacitet, och behöver hållas isär från begreppet självförtroende som har med prestationer att göra. God självkänsla är att veta vad man faktiskt går för. Det ska också hållas isär från självuppskattning (normal narcissism), som handlar om att acceptera och tycka om sig själv.
Att ha dålig och låg självkänsla kallas mindervärdeskomplex eller självförkastelse, vilket är mycket destruktivt för personen. Dålig och förhöjd självkänsla kan yttra sig som storhetsvansinne eller narcissistisk personlighetsstörning, eller som ett accentuerat personlighetsdrag av narcissism, vilka kännetecknas av att personen inte inser sina begränsningar och inte har en sann bild av sina förmågor. Även under den maniska fasen av bipolär sjukdom syns förhöjd men ogrundad självkänsla. Att utveckla god självkänsla innebär att skapa en objektiv uppfattning om sig själv, på gott och ont.
Självkänslan uppstår i relation mellan individen och dess omgivning. Mobbning och psykisk misshandel kan sänka självkänslan så att den blir handikappande för individen. Det finns olika teorier om självkänsla, varav en menar att metakognitioner styr vårt fokus till negativa aspekter av oss själva. Behandling som ämnar ändra sådana metakogntioner har setts öka självkänsla hos deprimerade personer.

## Självhävdelse
En viktig komponent i självkänslan är förmågan att hävda sig själv under möten med andra. Förmågan till självhävdelse ingår i det bredare begreppet känslomässig intelligens. God självhävdelse syftar inte till förmågan att hävda sig till en bekostnad av andra, utan att säkerställa en balanserad maktfördelning mellan de inblandade parterna. 
Assertivitet är ett engelskt lånord relaterat till självkänsla, som översatt motsvarar förmågan att hävda sig själv gentemot andra. Ordet har börjat dyka upp, bland annat på översättningstjänsten tyda.se, trots att ordet inte är listat i SAOL.